# Frederik Alves
Frederik Alves, né le 8 novembre 1999 à Hvidovre au Danemark, est un footballeur danois qui évolue au poste de défenseur central au Brøndby IF.

## Biographie

### Débuts professionnels
Né à Hvidovre au Danemark, Frederik Alves commence le football au Herfølge BK avant de poursuivre sa formation au Hvidovre IF. Il fait ensuite un passage de deux ans dans le pays dont est originaire sa mère, le Brésil, et joue dans les équipes de jeunes du Coritiba FC. Il fait ensuite son retour au Danemark pour terminer sa formation avec le Silkeborg IF.
C'est avec le Silkeborg IF qu'il joue son premier match en professionnel, le 26 septembre 2018, lors d'une rencontre de coupe du Danemark contre le Næstved BK. Il est titularisé et son équipe s'incline par un but à zéro.
Le 1er juin 2019, Frederik Alves signe un nouveau contrat avec Silkeborg, le liant au club jusqu'en juin 2024.
Lors du mercato d'hiver 2021, Frederik Alves rejoint l'Angleterre afin de s'engager en faveur de West Ham United. Le transfert est annoncé dès le 4 novembre 2020.
Alors qu'il est en manque de temps de jeu à West Ham, où il joue principalement avec l'équipe réserve du club, Alves est prêté le 13 août 2021 au Sunderland AFC, club évoluant alors en League One (D3).

### Brøndby IF
Le 31 janvier 2022, lors du mercato hivernal, Frederik Alves quitte définitivement West Ham United, où il n'aura joué aucun match avec l'équipe première, et s'engage en faveur du Brøndby IF. Il signe un contrat de quatre ans et demi, soit jusqu'en juin 2026.
Alves fait sa première apparition sous ses nouvelles couleurs le 6 mars 2022, lors d'une rencontre de championnat face à son ancien club, le Silkeborg IF. Il entre en jeu en fin de match à la place de l'unique buteur de la rencontre, Mathias Kvistgaarden (0-1 pour Brøndby score final).

### En sélection
Le 6 septembre 2019, Frederik Alves joue son premier match avec l'équipe du Danemark espoirs, lors d'un match amical contre la Hongrie. Il est titularisé et les deux équipes se neutralisent (0-0 score final).